# 成功里 (蘆洲區)
成功里為台灣新北市蘆洲區轄下之一里，是蘆洲灰磘地區裡居住人口最多的里，在新北市1032里中人口排行第53名（2015年9月），成功國小位於該里。成功里原為永樂里的一部分，1998年2月9日，自永樂里拆出獨立為「成功里」。

## 歷史
成功里原為永樂里之一部分。1980年代，政府闢建二重疏洪道，並辦理開發灰磘重劃區。1998年2月9日，成功里自永樂里劃出。

## 地理
成功里位於臺灣北部，臺北盆地西側，淡水河沖積平原之上。成功里西臨二重疏洪道，北以永樂街與永樂里為界，南以永康街與永康里相界，東以永樂街31巷、長安街274巷、永康街2巷與正義里接壤。

## 交通
成功里位於人口稠密的灰磘重劃區，與附近鄰里建成區連成一片，交通網路發達，里境由永康街、永樂街以及西側的疏洪東路所包圍，里內的主要幹道為南北向貫穿而過的長安街。臺北聯營公車14、232、811行經長安街，橘25行經永樂街，並在里內設有成功國小、長安街、永樂街三個停靠站（橘25只停「永樂街」站），公車可通臺北捷運與臺鐵臺北車站。
成功里距最近的捷運站蘆洲站約700米。

## 文教
成功里內設有成功國小，該校的學區涵蓋鄰近七里，是新北市頗具規模的小學之一。鄰近成功里的國民中學為東方的鷺江國中和蘆洲國中，成功里為前校的所屬學區。

## 連鎖賣場
- 全聯福利中心蘆洲長安店（2008年12月開幕[4]）
- 家樂福超市蘆洲長安二店（2007年10月設立[5]）

## 便利商店
- 7-ELEVEn永樂門市：成功里8鄰永樂街35、37號1樓（直營門市）
- 7-ELEVEn泰星門市：成功里7鄰長安街276號
- 全家便利商店蘆洲永成店：永樂街83號（2004年5月開幕）[6]
- 全家便利商店蘆洲成功店：長安街248號

## 小吃、餐廳
- 伙鍋 長安店[7]
- 都可茶飲長安2店：蘆洲區長安街[8]
- 帕思比義式坊 蘆洲長安店[9]

## 公園綠地
- 大地兒童公園（永樂公園，位於本區正義里）

## 外部連結
- 蘆洲區行政區域圖